# 11.6
Pour plus de détails, voir Fiche technique et Distribution.
11.6 est un film à suspense français coécrit, produit et réalisé par Philippe Godeau, sorti en 2013.
Le film est inspiré de l'histoire vraie de Toni Musulin, un convoyeur de fonds mêlé à une affaire de détournement.

## Synopsis
Le matin du 5 novembre 2009, Toni Musulin, convoyeur de fonds depuis dix ans, s'enfuit en sourdine dans son fourgon blindé avec 11,6 millions d'euros à l’arrière de son véhicule. Le film brosse un portrait psychologique de Musulin dans les mois précédant son forfait et s'arrête alors qu'il est encore en prison.
Dans la réalité postérieure à la réalisation du film, Musulin sort de la prison de la Santé à Paris le 30 septembre 2013, après un peu moins de quatre ans de détention.

## Fiche technique
- Titre original : 11.6
- Réalisation : Philippe Godeau
- Scénario : Agnès de Sacy et Philippe Godeau, d'après l'œuvre Toni 11,6 : Histoire du convoyeur d'Alice Géraud-Arfi
- Décors : Thérèse Ripaud
- Costumes : Nathalie du Roscoat
- Photographie : Michel Amathieu
- Son : Jean-Pierre Duret, Stanislas Moreau et Jean-Paul Hurier
- Montage : Thierry Derocles
- Casting : Constance Demontoy
- Musique : Valérie Lindon (pour Ré Flexe Music)
- Cascades : Patrick Ronchin et Sébastien Lagniez
- Production : Philippe Godeau
- Pays d'origine :  France
- Langue originale : français
- Format : couleur - 2.35 : 1 Cinemascope - Dolby SRD - 35 mm
- Genre : thriller
- Budget : 9,51 millions d'euros[2]
- Sociétés de production : Pan-Européenne, Wild Bunch, France 3 Cinéma, Rhône-Alpes Cinéma, Versus Production, Canal+ et Ciné+
  - Soutiens à la production : France Télévisions, Palatine Etoile 10, La Banque Postale Image 6, Cofimage 24, CNC, région Rhône-Alpes, Inver Invest et le Tax shelter
- Sociétés de distribution : Wild Bunch Distribution (France), StudioCanal UK (Royaume-Uni), Kino Swiat (pl) (Pologne)
- Durée : 102 minutes
- Dates de sortie :
  -  France : 3 avril 2013
  -  Belgique : 17 avril 2013

## Distribution
- François Cluzet : Toni Musulin
- Bouli Lanners : Arnaud, convoyeur, collègue de Toni
- Corinne Masiero : Marion, la compagne de Toni
- Juana Acosta : Natalia, la guide de haute montagne italienne
- Johan Libéreau : Viktor
- Mireille Franchino : Svetlana
- Stéphan Wojtowicz : le directeur d’IBRIS
- Jean-Claude Lecas : Lepoivron
- Farid-Éric Bernard : Nabil
- Karim Leklou : Bruno Morales
- Jean-Michel Correia : Arbouche
- Mohamed Makhtoumi : Diego
- Christelle Bornuat : Christelle
- Lionnel Astier : un capitaine de la PJ
- Mehdi Nebbou : l’officier de police de Monaco
- Fabienne Luchetti : le commandant de police
- Jacques Chambon : un capitaine de la PJ
- Jean-Claude Frissung : Le père de Toni
- Franck Adrien : Un flic de la PJ
- Dan Herzberg : Le Suisse en boîte
- Béatrice Michel : Madame Arnaud
- Frédéric Mompo : le patron de la salle de sport
- Blanche Cluzet : la caissière de la station-service
- Michel Scotto di Carlo : voix
- Dominique Loiseau : un policier

## Production

### Lieux de tournage

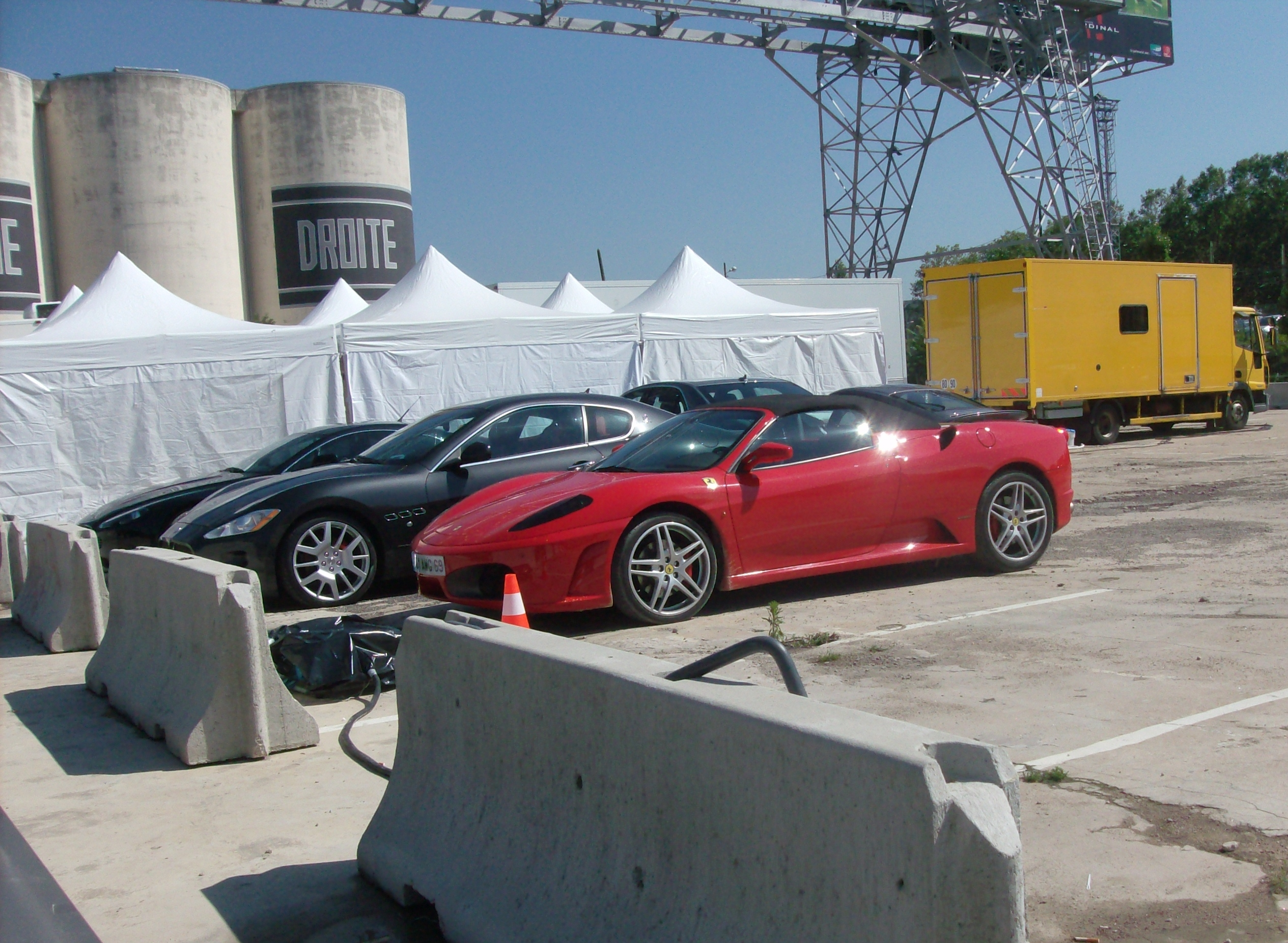
La Ferrari conduite par François Cluzet sur le tournage.

Le film a été tourné en grande partie dans l'agglomération de Lyon, lieu du détournement de fonds notamment dans le quartier de Confluence pour certaines scènes, l'université Lyon III pour le décor de la Banque de France, à Rillieux-la-Pape, à Monaco, à Villeurbanne (Studios Lumière), à la Mulatière et au centre pénitentiaire de Bourg-en-Bresse,.
La scène de la soirée où le personnage principal rencontre la guide de haute montagne a été tournée sur le toit de la Sucrière à Lyon.
D'autres scènes ont été tournées à Tré-le-Champ (Chamonix-Mont-Blanc), Passy, Argentières et à Vaulx-en-Velin.

## Accueil

### Sorties
Le film sort le 3 avril 2013 en France et le 17 avril 2013 en Belgique.

### Box-office
En Europe et au Royaume-Uni, le film cumule 351 222 entrées.

### Festivals
11.6 est présenté en mi-avril 2013 au City of Lights, City of Angels (COL-COA) à Los Angeles et au Rendez-vous du cinéma français à Paris.

## Distinctions

### Nominations et sélections
- Festival international du film de Vancouver 2013

## Analyse